# Lestes tricolor
Lestes tricolor är en trollsländeart som beskrevs av Wilhelm Ferdinand Erichson 1848. Lestes tricolor ingår i släktet Lestes och familjen glansflicksländor. Inga underarter finns listade i Catalogue of Life.